# ミレナ・ロスネル
ミレナ・ロスネル（Milena Rosner, 1980年1月4日 - ）は、ポーランドの女子バレーボール選手。ポモージェ県スウプスク出身。
2006年世界選手権では、ポーランド代表でサイドアタッカーとして活躍した。

## 球歴
ナショナルチーム代表歴
- オリンピック - 2008年
- 世界選手権 - 2006年

獲得タイトル
- 2006/2007欧州チャンピオンズリーグ ベストレシーバー

## 所属クラブ
- TPS Czarni Słupsk （1994-1997年）
- Gedania Gdańsk （1997-2002年）
- PTPSピワ （2002-2005年）
- テネリフェ・マリシャル （2006－2007年）
- ベルガモ （2007－2008年）
- Fakro Muszynianka MUSZYNA (2008-2009年）